# Encephalartos ferox
Encephalartos ferox G.Bertol., 1851 è una cicade  della famiglia  delle Zamiacee, diffusa in Sudafrica e Mozambico.

## Storia
La scoperta di questa specie si deve ad un appassionato di botanica italiano, Carlo Antonio Fornasini, che raccolse un campione della pianta in Mozambico.  Nella sua descrizione Fornasini ne parla come di "una bella pianta... con parecchi frutti simili all'ananas ...ma non molto buoni da mangiare". I campioni furono inviati al botanico bolognese  Giuseppe Bertoloni, che descrisse per primo la specie nel 1851, in una dissertazione intitolata "Illustrazione di Piante Mozambicesi", pubblicata su Memorie della Accademia delle Scienze dell'Istituto di Bologna.  Nel 1932 John Hutchinson, un botanico dei Royal Botanic Gardens di Kew descrisse alcuni esemplari trovati nella zona di Durban e ritenendo si trattasse di una specie sconosciuta le attribuì la denominazione di E. kosiensis.

## Descrizione

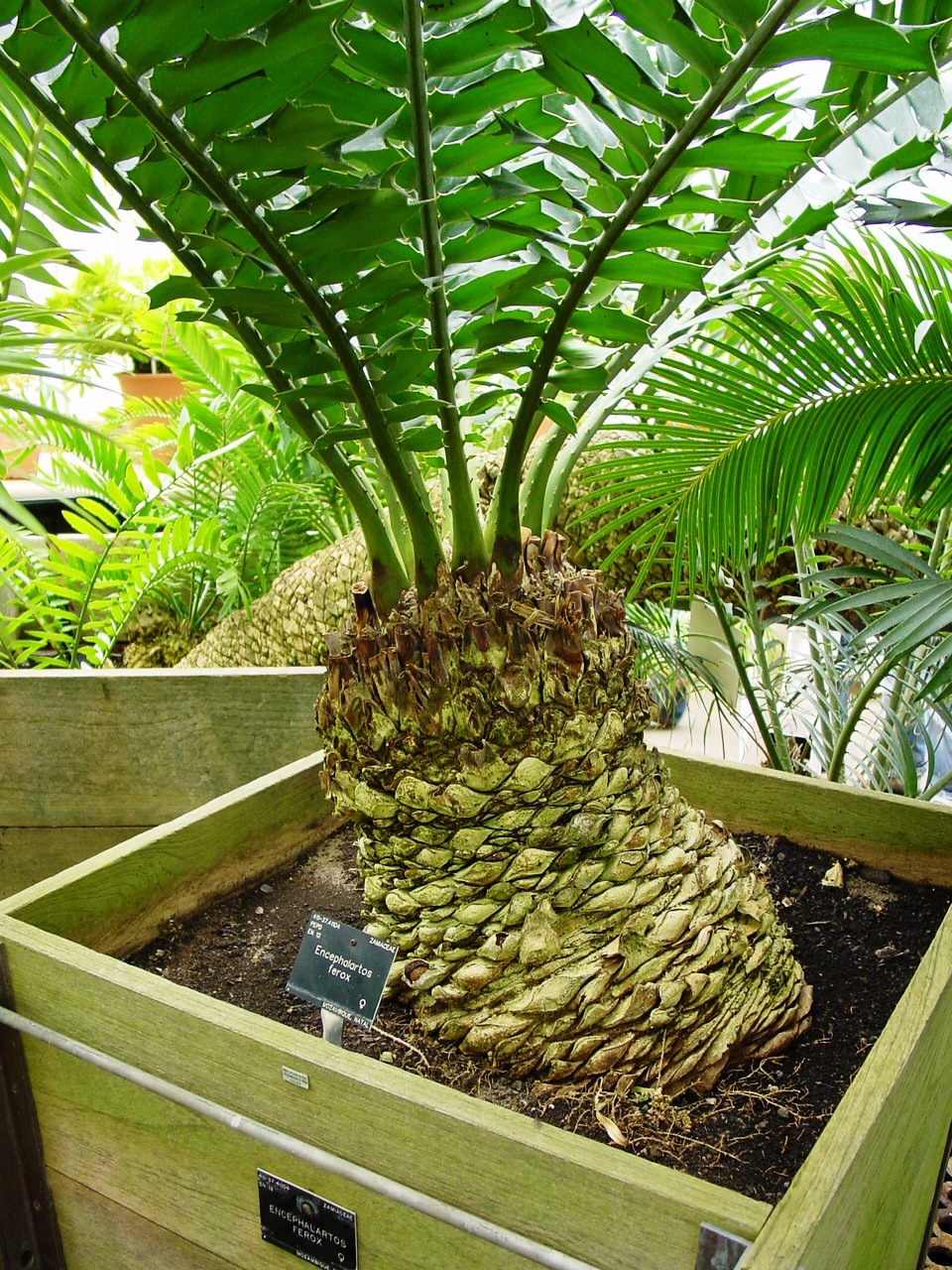

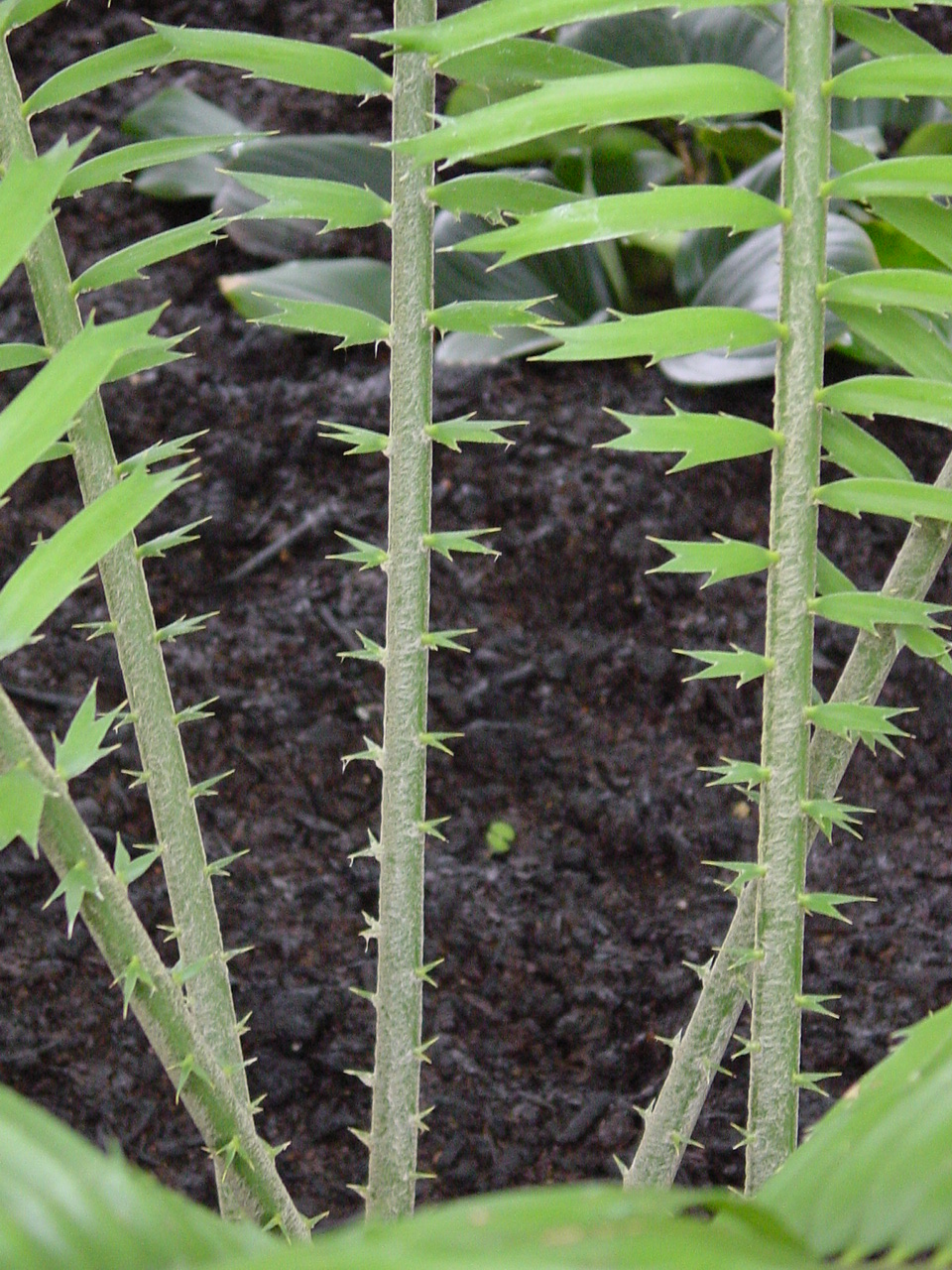

La pianta si presenta in genere con un tronco molto tozzo, non ramificato, che tuttavia in condizioni favorevoli può raggiungere i 2 m di altezza e i 25–30 cm di diametro.
Le foglie, pennate, sono disposte a rosetta all'apice del fusto e sono lunghe da 100 a 200 cm. Sono di colore verde scuro, brillanti, e sono composte da svariate paia di foglioline dal caratteristico margine spinoso, inserite a 45-80° su un rachide centrale, verde e leggermente curvato, dotato di un picciolo anch'esso spinoso.
Gli esemplari maschili hanno usualmente da 1 a 3 coni ma in alcuni esemplari maturi se ne possono presentare sino a 10 contemporaneamente. Sono fusiformi,  lunghi  40–50 cm, in genere di colore rosso scarlatto; in alcune località del Mozambico, sono state descritte colonie di E. ferox che producono coni color giallo oro; esistono tuttavia fondati dubbi che si tratti di un taxon molto somigliante, ancora non correttamente classificato.  I coni femminili, presenti in numero da 1 a 5, sono ovoidali, lunghi da 25 cm a 50 cm e con un diametro di 20–40 cm. Ogni cono può contenere sino a 500 semi, lunghi circa 4 cm, con sarcotesta rossa.

## Distribuzione e habitat
L'habitat naturale di E. ferox comprende una stretta fascia costiera che si estende dalla parte settentrionale del Kwazulu-Natal (Sudafrica) alla parte meridionale del Mozambico. Non è raro comunque il rinvenimento di esemplari isolati anche al di fuori di questa area, la cui presenza è verosimilmente legata all'opera di disseminazione di un uccello, il bucero trombettiere (Bycanistes bucinator), molto comune in quest'area.

Predilige i terreni sabbiosi, ben drenati.

## Conservazione
La IUCN Red List classifica E. ferox come specie prossima alla minaccia (Near Threatened ).
La deforestazione, la crescente antropizzazione dei suoi habitat naturali, e la raccolta indiscriminata ad opera di collezionisti con pochi scrupoli, ne stanno progressivamente riducendo la diffusione.
La specie è inserita nella Appendice I della Convention on International Trade of Endangered Species (CITES).

## Coltivazione
E. ferox è una pianta di facile coltivazione, specie in aree geografiche con clima caldo e ricco di precipitazioni. Preferisce le esposizioni parzialmente ombreggiate e necessita di terreni ben drenati. Ha una crescita abbastanza rapida e raggiunge la maturità sessuale nell'arco di una decina di anni. Si propaga per germinazione dei semi o per separazione dei polloni, che si sviluppano alla base del fusto.